# Фоминых, Владимир Александрович
Владимир Александрович Фоминых (24 августа 1914, Мариуполь — 11 мая 1993, Москва) — организатор военного кораблестроения, инженер-вице-адмирал (25.10.1967).
Один из руководителей и непосредственный участник создания океанского ракетно-ядерного флота Советского Союза. Возглавлял военное кораблестроение, принимал решение по всем важным вопросам создания и строительства флота.

## Биография
Родился 24 августа 1914 года в городе Мариуполь (ныне Донецкая область) в семье рабочего.
С 1930 года начал трудовую деятельность счетоводом колхоза в Казахстане, затем был кочегаром буксира на Севере, матросом лесовоза. Работал младшим конструктором в судостроительном конструкторском бюро ЦКБ-32.
В 1938 году окончил кораблестроительный факультет Ленинградского кораблестроительного института.

## Воинская служба
В ВМФ с 1938 года. Окончил с отличием Военно-морскую академию им. К. Е. Ворошилова (1940).
- Помощник военпреда (июль 1940 — июнь 1941).
- Военпред военной приёмки судостроительного завода № 199 КПА Управления кораблестроения ВМФ (июнь 1941 — август 1942; ноябрь 1942 — июль 1944).
- В распоряжении Военного совета Тихоокеанского Флота (август 1942 — ноябрь 1942).
- Старший инженер-кораблестроитель (июль 1944 — сентябрь 1944).
- Старший инженер (сентябрь 1944 — апрель 1946).
- Начальник 1-го отделения 4-го отдела Управления кораблестроения ВМФ СССР (апрель 1946 — июнь 1947).
- Начальник 1-го организационно-планового отдела Главного управления кораблестроения (ГУК) ВМФ СССР (июнь 1947 — апрель 1953).
- Заместитель начальника Управления кораблестроения ВМФ СССР (апрель 1953 — сентябрь 1958).
- Присвоено воинское звание «инженер-контр-адмирал» (февраль 1958).
- Заместитель начальника (сентябрь 1958 — январь 1967).
- Начальник Главного управления кораблестроения ВМФ СССР (январь 1967 — декабрь 1975).
- Присвоено воинское звание «инженер-вице-адмирал», введен в состав Военного Совета ВМФ (октябрь 1967).

Назначение Владимира Александровича начальником Главного управления кораблестроения по времени совпало с началом нового этапа советского кораблестроения, который можно охарактеризовать как этап развернутого строительства кораблей океанского флота. Задачи, которые предстояло решать руководству и специалистам ГУК ВМФ, определялись очередным планом военного кораблестроения на 1969—1980 годы, утвержденным Правительством 1 сентября 1969 года.

Высококвалифицированный инженер-кораблестроитель, крупный организатор военного кораблестроения. С 1967 года успешно возглавляет одно из ведущих центральных управлений ВМФ — Главное управление кораблестроения… Обладает высокой личной технической подготовкой и большим опытом работы с промышленностью, умело решает сложные организационные и технические вопросы военного кораблестроения, четко и целенаправленно организует работу Главного управления, подчиненных военных представительств и 1-го института ВМФ по обеспечению выполнения планов военного кораблестроения.
— Из аттестации.
За девять лет, в течение которых адмирал Владимир Фоминых возглавлял ГУК ВМФ, на вооружение флота были приняты корабли нового поколения, многие из которых по своим тактико-техническим данным и боевым возможностям не уступали кораблям иностранных флотов. К ним можно отнести ракетные подводные крейсера с баллистическими ракетами нового комплекса (в том числе уникальный тяжёлый атомоход стратегического назначения «Акула»), корабли на подводных крыльях и воздушной подушке, корабли-экранопланы и множество других образцов боевой военно-морской техники. Также в этот период велось интенсивное строительство новейших эскадренных миноносцев, тральщиков, больших противолодочных и десантных кораблей и подготавливалось всё необходимое для создания тяжёлого авианесущего крейсера нового типа «Адмирал Флота Советского Союза Кузнецов».
Адмирал Фоминых уделял самое серьёзное внимание подбору и воспитанию кадров. Он считал, что каждый офицер управления, курирующий создание кораблей, должен досконально знать все стадии разработки проекта, этапы постройки и испытаний новых кораблей. «Каждый офицер на своем участке должен быть начальником ГУК», — считал он и требовал этого от подчиненных.

## В запасе
В запасе с декабря 1975 года. Главный специалист Главного планово-производственного управления Министерства судостроительной промышленности СССР.
Умер 11 мая 1993 года. Похоронен в г. Москве на Троекуровском кладбище.

## Награды
- Орден Ленина,
- орден Отечественной войны 2-й степени,
- орден Трудового Красного Знамени,
- 3 ордена Красной Звезды,
- именное оружие,
- золотой знак «За заслуги» Польской Народной Республики,
- 5 медалей ЧССР, НРБ, МНР, КНР,
- Государственная премия СССР за большой творческий вклад в создание принципиально новых противолодочных кораблей[3]